# Lasseube-Propre
Lasseube-Propre (gaskognisch La Seuva Pròpra) ist eine französische Gemeinde mit 336 Einwohnern (Stand 1. Januar 2022) im Département Gers in der Region Okzitanien; sie gehört zum Arrondissement Mirande. Die Bewohner nennen sich Lassylvains/Lassylvaines.

## Geografie
Lasseube-Propre liegt rund acht Kilometer südlich der Stadt Auch im Zentrum des Départements Gers. Die Gemeinde wird vom Fluss Sousson im Westen und dem Gers im Osten gestreift. Der Bach Cédon durchquert Lasseube-Propre von Süd nach Nord. Die Gemeinde besteht aus dem Dorf Lasseube-Propre, mehreren Weilern sowie zahlreichen Einzelgehöften. Die Gemeinde liegt zwischen der Straße D929 und der Route nationale 21  an der Via Tolosana, einem der Pilgerwege nach Santiago de Compostela.

## Geschichte
Ein Castelnau (befestigtes Dorf) wurde erstmals im Jahr 1233 erwähnt. Diese Siedlung ist heute verschwunden. Im Mittelalter lag der Ort in der Grafschaft Astarac, die ein Teil der Provinz Gascogne war. Die Gemeinde gehörte von 1793 bis 1801 zum District Auch, zudem war Lasseube-Propre von 1793 bis 1801 ein Teil des Kantons Auch. Von 1801 bis 1973 lag sie im Kanton Auch-Sud, danach von 1973 bis 2015 im Wahlkreis (Kanton) Auch-Sud-Ouest. Die Gemeinde ist seit 1801 dem Arrondissement Auch zugeteilt.

## Bevölkerungsentwicklung
| Jahr                       | 1962 | 1968 | 1975 | 1982 | 1990 | 1999 | 2006 | 2020 |
| Einwohner                  | 143  | 143  | 138  | 163  | 210  | 237  | 326  | 338  |
| Quellen: Cassini und INSEE |      |      |      |      |      |      |      |      |

## Sehenswürdigkeiten
- Schloss Cazeau
- Schloss Château-Vieux (auch Château de La Blennerie genannt) aus dem 18. Jahrhundert mit einem Turm aus dem 16./17. Jahrhundert
- Kirche Saint-Blaise
- Kapelle Saint-Michel in Es Vivès
- Denkmal für die Gefallenen[1]
- alte Wassermühle
- mehrere Wegkreuze und zwei Madonnenstatuen

Quelle: